# Paroster readi
Paroster readi är en skalbaggsart som beskrevs av Watts och William F. Humphreys 2009. Paroster readi ingår i släktet Paroster och familjen dykare. Inga underarter finns listade i Catalogue of Life.